# Centurions (videogioco)
Centurions, anche presentato come The Centurions o Centurions: Power Xtreme, è un videogioco basato sulla serie animata Centurions, pubblicato nel 1987 per Amstrad CPC, Commodore 64 e ZX Spectrum. È uno sparatutto che richiede esplorazione, con alcune somiglianze con Gauntlet.

## Modalità di gioco
Il giocatore controlla uno dei tre Centurion, combattenti dotati di super-armature meccanizzate, e specializzati rispettivamente nelle manovre di terra, aria e mare.
All'inizio del gioco si controlla soltanto un droide, ma accanto al punto di partenza sono presenti tre icone: andandoci sopra si seleziona il Centurion desiderato e si può sempre tornare alle icone per cambiarlo.
La differenza pratica tra i tre è che alcune zone dell'area di gioco, riconoscibili dal colore, sono accessibili soltanto a uno dei personaggi, perciò è necessario utilizzarli alternativamente tutti.
Due giocatori alleati possono partecipare contemporaneamente, ma non possono selezionare lo stesso Centurion allo stesso tempo.
L'area di gioco ha visuale dall'alto e scorrimento libero in tutte le direzioni. È ampia, con pareti non oltrepassabili, e richiede una buona dose di esplorazione. I Centurion possono camminare e sparare in tutte le direzioni. Si ha una sola vita e una quantità di energia vitale in comune per tutti e tre.
I nemici sono i vari tipi di robot controllati da Doc Terror, che hanno invaso un grande impianto di armi chimiche. I Centurion devono attraversare il complesso, suddiviso in tre livelli, per neutralizzare le armi chimiche. In ogni livello occorre trovare le chiavi necessarie ad aprire diverse porte blindate; le chiavi stanno sempre in luoghi accessibili a un solo Centurion e se ne può trasportare solo una alla volta.
Dopo aver distrutto un certo numero di nemici vengono rilasciati dei rifornimenti da raccogliere per ottenere nuovi armamenti.